# San Francisco International Airport

i7
i11
i13
Der San Francisco International Airport (IATA-Code: SFO, ICAO-Code: KSFO) ist der internationale Verkehrsflughafen der kalifornischen Metropole San Francisco. Der Flughafen lag mit 50,2 Millionen Passagieren im Jahr 2023 auf Platz 12 in den Vereinigten Staaten, weltweit auf Platz 29. SFO dient als Drehkreuz für Alaska Airlines und United Airlines.

## Lage und Verkehrsanbindung
Der Flughafen liegt 21 Kilometer südlich der Innenstadt von San Francisco in einem aufgeschütteten Bereich der Bucht von San Francisco.
- PKW: Direkt am Flughafen führt der U.S. Highway 101 vorbei, welcher über die Interstate 380 an die Interstate 280 angebunden ist.
- ÖPNV: In der Nähe des internationalen Terminals befindet sich die Station der Schnellbahn BART. Die Innenstadt von San Francisco und verschiedene Orte an der Ostküste der Bay (beispielsweise Oakland) können ohne Umsteigen erreichen werden. Züge halten auch an der nahegelegenen Station Millbrae, wo eine Umsteigemöglichkeit zu den Caltrain-Zügen nach San José und auch nach San Francisco besteht. SamTrans-Busse erschließen die übrige Halbinsel.

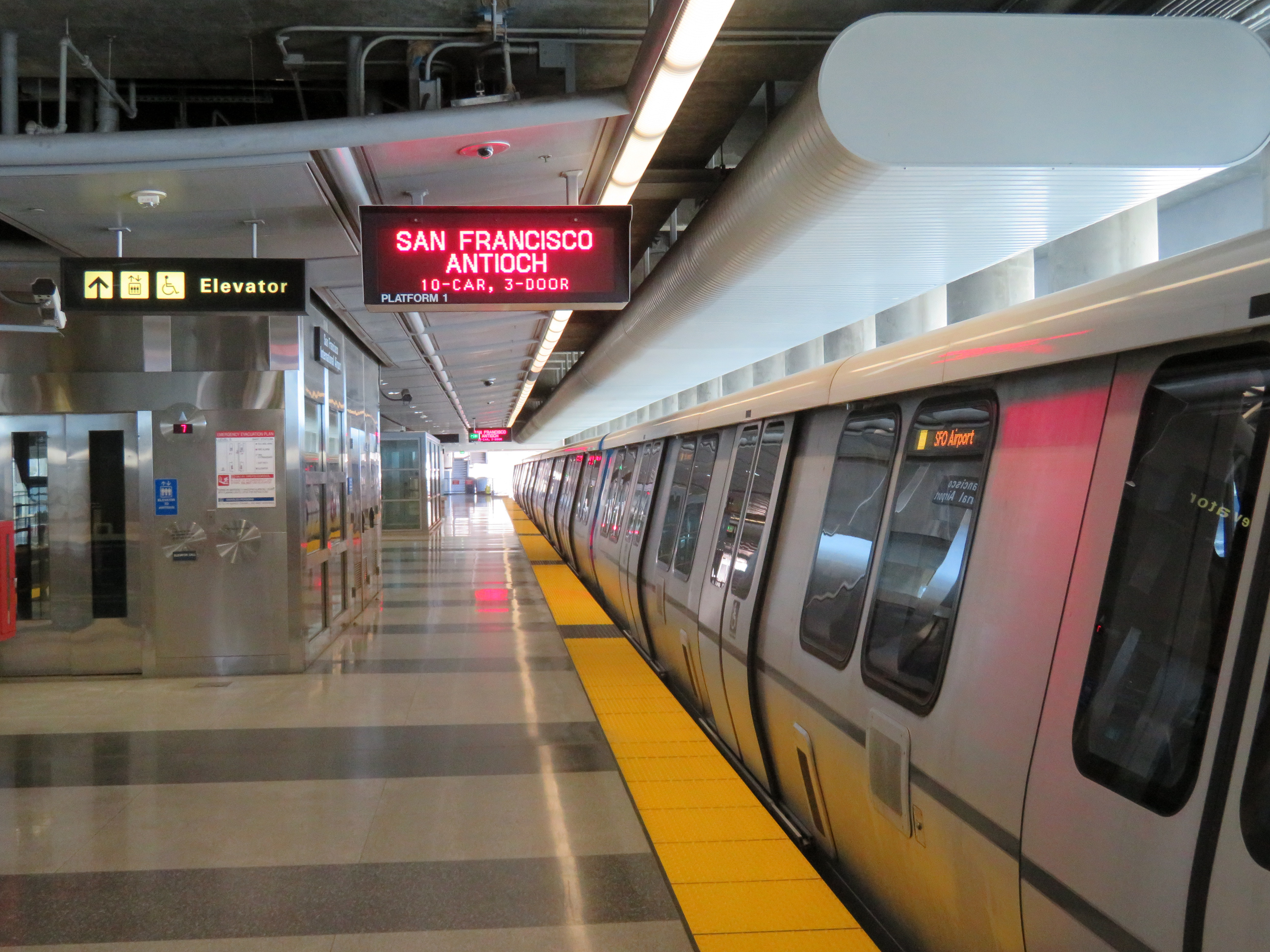
Der Flughafenbahnhof der BART

Seit 2003 gibt es den automatischen Peoplemover AirTrain. Die rote Linie bedient einen Kreisverkehr zwischen der BART-Station und allen Terminals, während die blaue Linie darüber hinaus die näheren Terminal-Parkplätze, das Rental Car Center (die Niederlassungen der Autovermieter) und die Langzeitparkplätze anfährt.

## Geschichte

### 20. Jahrhundert
Mitte der 1920er Jahre sahen die Verantwortlichen in San Francisco ihre Stadt als westliche Endstation eines neuen transkontinentalen Luftpostsystems. In den frühen Jahren der Luftfahrt war das United States Post Office Department, ein Vorläufer des United States Postal Service, Pionier der kommerziellen Luftfahrt mit einem landesweiten Netzwerk von Luftpostrouten, das von New York bis zur Westküste reichte.
Im März 1927 verhandelte die Stadt mit Boeing Air Transport über den Posttransport von Chicago nach San Francisco – vorausgesetzt, ein Flugplatz war bis zum 1. Juli desselben Jahres betriebsbereit. Die Stadtverwaltung unterzeichnete folglich einen dreijährigen Pachtvertrag für 150 Acres Viehweideland von Darius Ogden Mills, einem Bankier, und baute eine unbefestigte Start- und Landebahn. Am 7. Mai 1927 wurde am Ufer der Bucht von San Francisco in einem gemeindefreien Gebiet des San Mateo County der provisorische Flugplatz als Mills Field eingeweiht.
1930 kaufte die Stadt 1.112 Acres um das Gelände dauerhaft zu verwalten, ein Jahr später erfolgte die Umbenennung in San Francisco Airport. Bis 1937 konnten befestigte und verbreiterte Start- und Landebahnen und Rollwege schwerere und schnellere Flugzeuge wie die Douglas DC-3 aufnehmen, im selben Jahr wurde auch ein Passagierterminal im Stil der spanischen Kolonialarchitektur mit einem vierstöckigen Kontrollturm eröffnet.

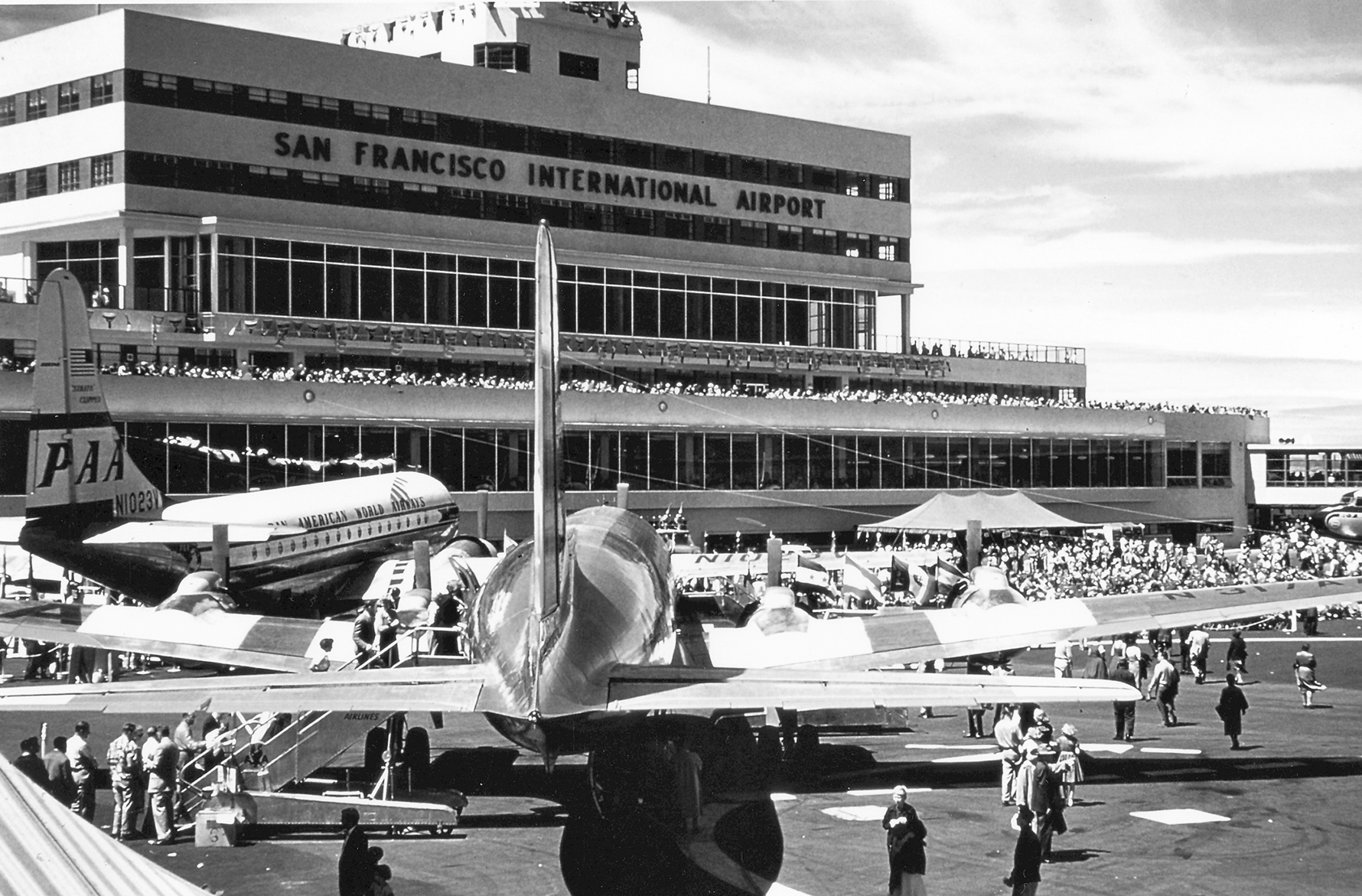
Eröffnungszeremonie des neuen Terminals im August 1954

Angetrieben von großen Fortschritten in der Luftfahrttechnologie wie der Entwicklung von Strahlflugzeugen waren Flughäfen weltweit dazu gezwungen ihre Abwicklungsflächen und -gebäude anzupassen. Der Bau eines neuen Terminals am Flughafen von San Francisco begann 1951. Das im internationalen Stil entworfene siebenstöckige Gebäude verfügte über eine innovative zweistöckige Anordnung, die Abflüge von Ankünften trennte. Das Terminalgebäude wurde am 27. August 1954 im Rahmen eines Flugfestivals am mittlerweile als San Francisco International Airport bekannten Flughafen eingeweiht.
Im Laufe der 1960er – Fluggesellschaft wie Pan Am und TWA hatten sich auf dem Rollfeld etabliert – wurden weitere Terminalgebäude erbaut, die Passagierzahlen stiegen sprunghaft auf über 10 Millionen pro Jahr an. Am 21. Dezember 1969 landete die erste Boeing 747 auf dem Flughafengelände, 1974 kam es zu einem einmaligen Besuch der Concorde.

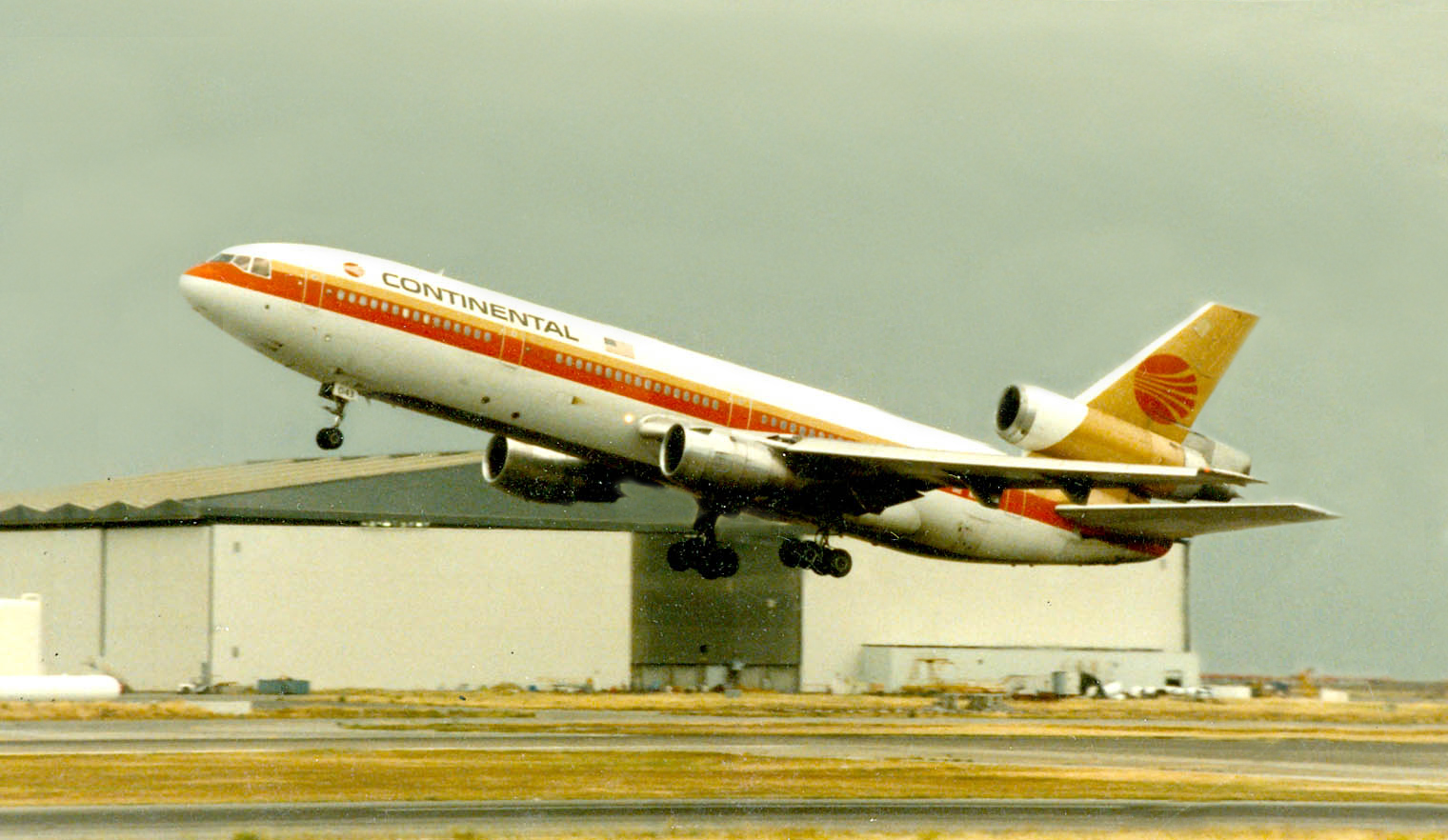
Eine McDonnell Douglas DC-10 der Continental Airlines hebt 1986 zum Start ab

1981 zählte der Flughafen erstmals über 20 Millionen Passagiere jährlich. Nach dem Loma-Prieta-Erdbeben am 17. Oktober 1989 konnte der Flughafen seinen Betrieb erst am darauffolgenden Tag wieder aufnehmen. In den 1990ern setzte sich der Wachstumstrend, befeuert durch die wirtschaftlichen Erfolge im Zuge der New Economy, ununterbrochen fort. Zwischenzeitlich zählte der San Francisco International Airport zu den sechs größten Flughäfen der Welt.

### 21. Jahrhundert
Nach 5-jähriger Bauzeit wurde im Dezember 2000 im Rahmen eines 2,6 Milliarden US-Dollar teuren Ausbauprogramms das neue International Terminal eröffnet. Im Juni 2003 erfolgte zudem der Anschluss an das Nahverkehrssystem BART.

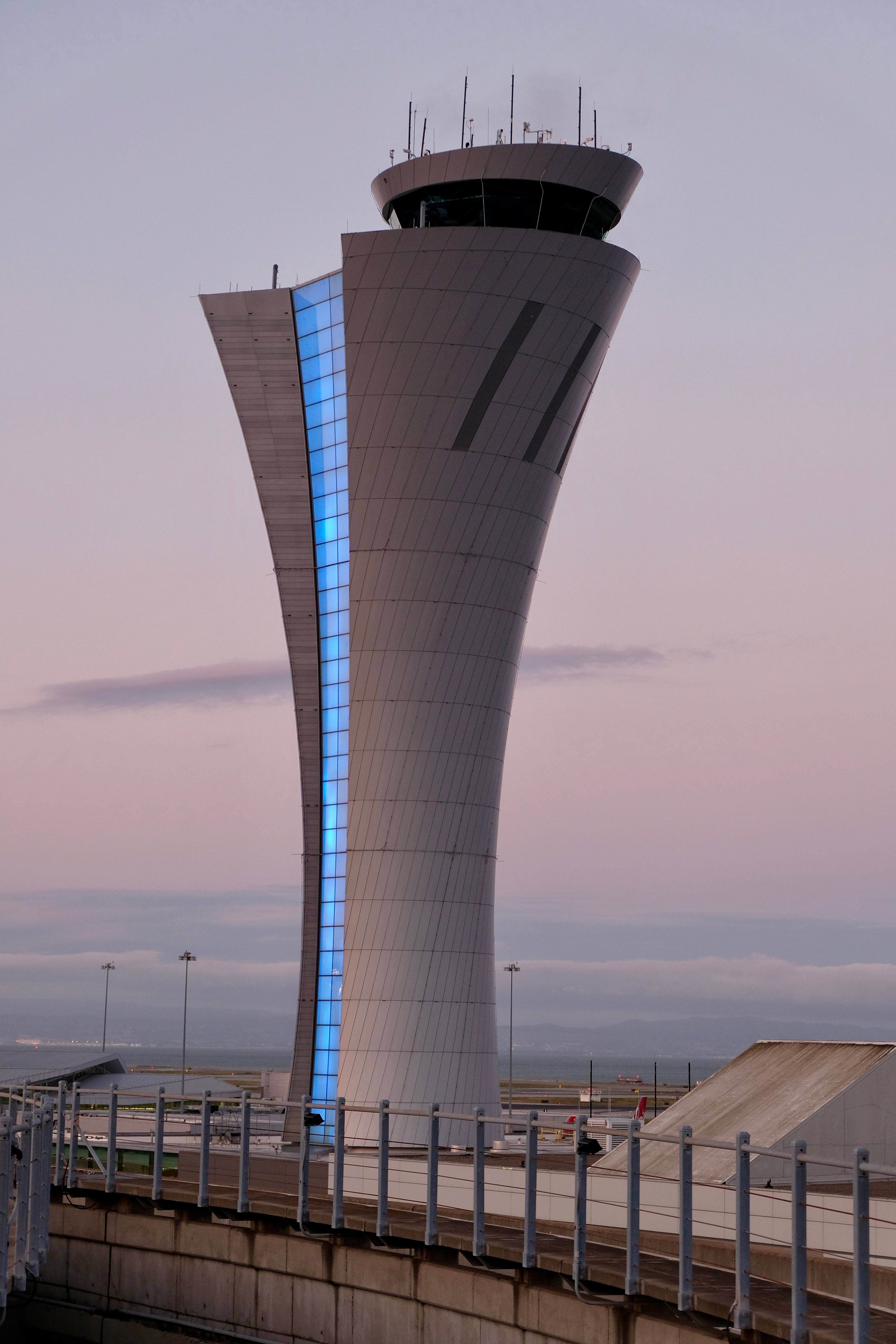
Der Kontrollturm des Flughafens

Nachdem die Federal Aviation Administration den Flughafen zum Bau eines neuen Kontrollturms verpflichtete, da der 1981 erbaute, alte Tower nicht den überarbeiteten Erdbebenanforderungen gerecht wurde, begann der Flughafen 2012 mit den entsprechenden Bauarbeiten eines Nachfolgers. Der im Oktober 2016 eröffnete, neue Turm befindet sich zwischen den Terminals 1 und 2 und ergänzt die moderne Architektur des International Terminal. Er wird von einem von der Mittelsäule versetzten Kontrollraum gekrönt und seine nach Nordwesten gerichtete Glaswand hebt sich nachts durch wechselnde Innenbeleuchtung hervor. Der Turm und sein Fundament sind so konzipiert, dass sie einem Erdbeben der Stärke 8,0 standhalten.
Gegenwärtig stellt SFO neben den Flughäfen von San José und Oakland das Einfallstor zur Bay Area dar und ist nach dem Los Angeles International Airport der zweitwichtigste Flughafen im US-Bundesstaat Kalifornien.

## Abfertigungsgebäude

Flughafendiagramm

Der San Francisco International Airport verfügt über vier Terminals mit insgesamt sieben ringförmig angeordneten Bereichen (A bis G). Die Buchstaben beginnen im Südwesten südlich der Zufahrtswege mit A und sind entgegen dem Uhrzeigersinn über Süden (B), Südosten (C), Nordosten (D und E) nach Nordwesten (F und G) angeordnet. Die Terminalnummerierung beginnt bei B mit 1 und endet bei F mit 3. Die Bereiche G und A bilden zwar zusammen das vierte Terminal, werden aber im Plan nicht als Terminal 4, sondern als International Terminal oder Main Hall bezeichnet. Die Terminals 1 bis 3 werden zu „Domestic“ zusammengefasst und haben im Inneren des Ringes die Domestic Garage. Die International Garage befindet sich rechts und links der Zufahrtswege westlich des International Terminal.

### Terminal 1
Das ehemals South Terminal (dt. Südterminal) genannte Gebäude besteht heute aus dem Bereich B. Es wurde 2019 nach Harvey Milk benannt.

### Terminal 2

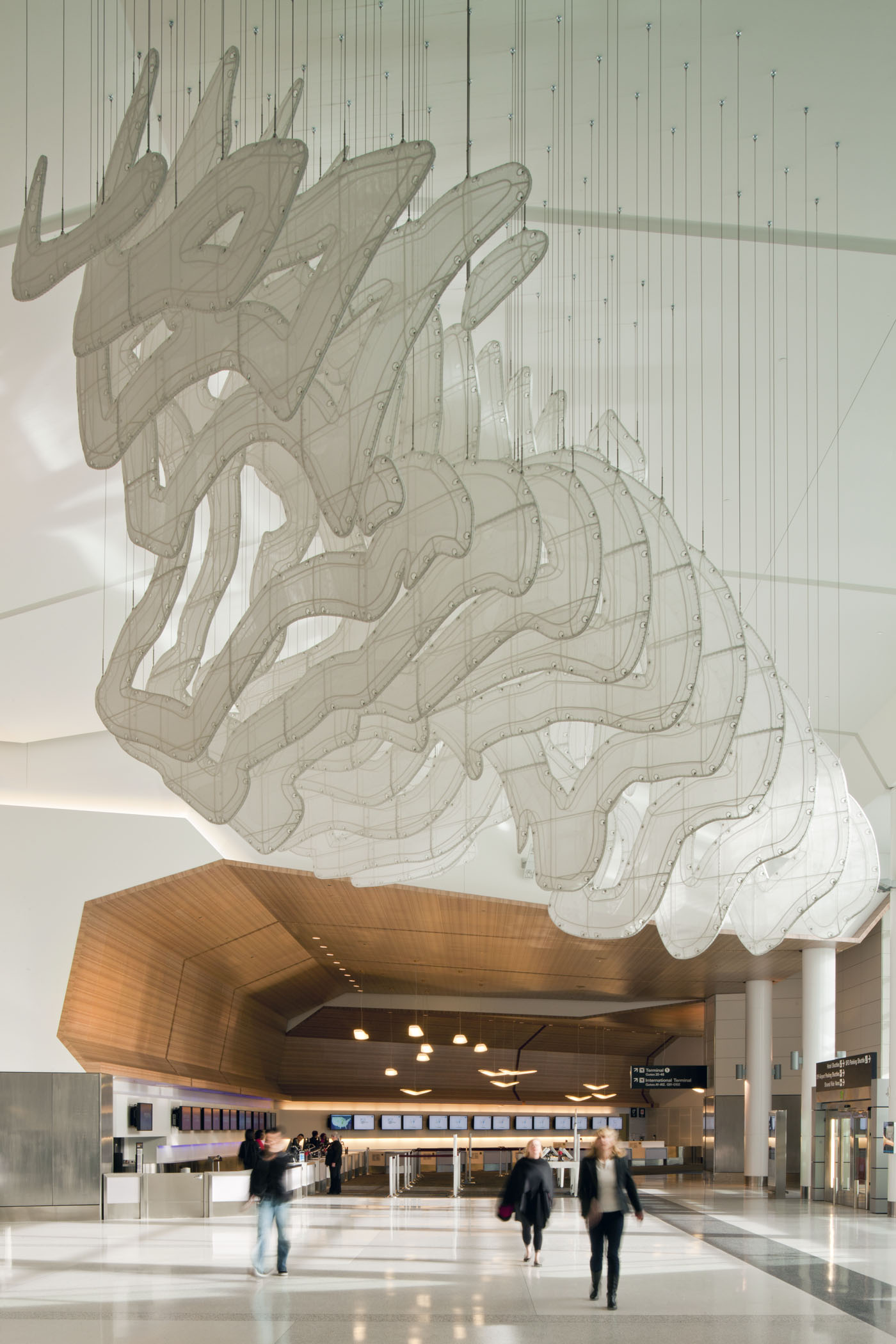
Eingangsbereich von Terminal 2

Das 1954 eröffnete ehemalige Central Terminal (dt. Zentralterminal) mit den Bereichen C und D wurde im Jahr 2000 geschlossen und diente zeitweise als Büro- und Verbindungsgebäude. Bis April 2011 wurde das Terminal umfangreich modernisiert und ausgebaut und dient seitdem wieder als Abfertigungsgebäude mit insgesamt 14 Flugsteigen. Obwohl es ursprünglich Central hieß, liegt es nicht in der Mitte des Ringes, sondern im Osten gegenüber den Zufahrtswegen. Im Jahr 2014 installierte indoo.rs in Kooperation mit The Lighthouse etwa 500 Bluetooth-Baken im Terminal 2 zur besseren Orientierung von Blinden und Sehschwachen. Somit soll die Navigation von Besuchern im Terminal anhand der Sprachausgabe in einer App erleichtert werden. Ende der 2010er wurden seismische Anpassungen vorgenommen, um die Struktur baulich von angrenzenden Gebäuden zu separieren.

### Terminal 3
Dieses Gebäude wurde ehemals als North Terminal (dt. Nordterminal) bezeichnet und besteht aus den Bereichen E und F. Es wird hauptsächlich von United Airlines genutzt.

### Internationales Terminal

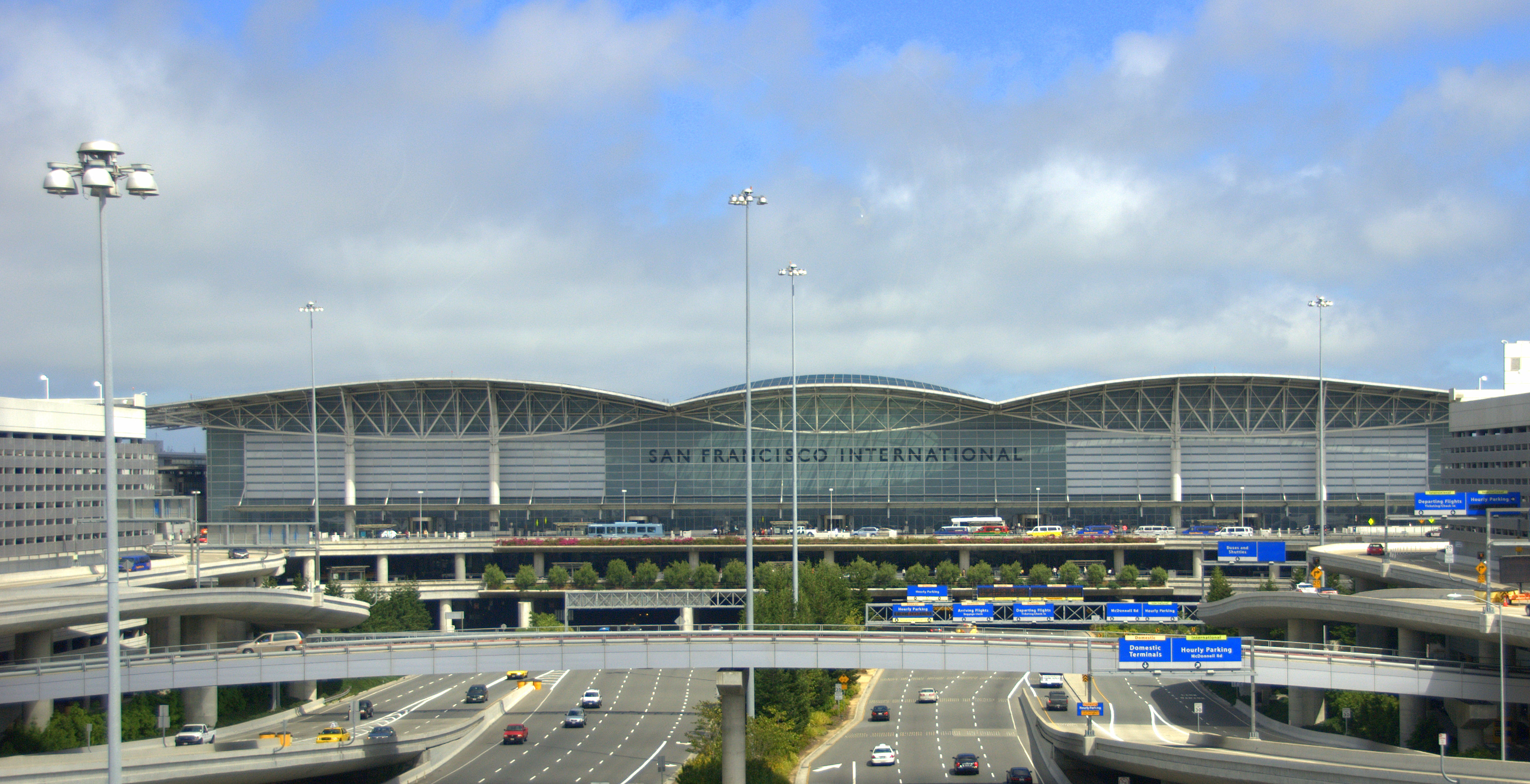
Fassade des International Terminal

Das im Jahr 2000 eröffnete internationale Terminal ersetzte das damalige Central Terminal als Abfertigungsgebäude und besteht aus den Bereichen A und G, die den Terminalring vervollständigen. Es wurde federführend vom international renommierten Architekturbüro Skidmore, Owings and Merrill geplant.
Hier werden die meisten Langstreckenflüge der Luftfahrtallianzen Star Alliance, SkyTeam und oneworld abgefertigt, darunter die der Lufthansa. Sechs der Fluggastbrücken dieses Terminals, das aus Platzgründen die Zufahrtswege der anderen Terminals überspannt und den Ring auch baulich komplettiert, sind für den Airbus A380 konzipiert. Anfang 2024 wurde bekanntgegeben, dass das internationale Terminal den Namenszusatz der ehemaligen Bürgermeisterin von San Francisco und US-Senatorin Dianne Feinstein tragen wird.

## Fluggesellschaften und Ziele

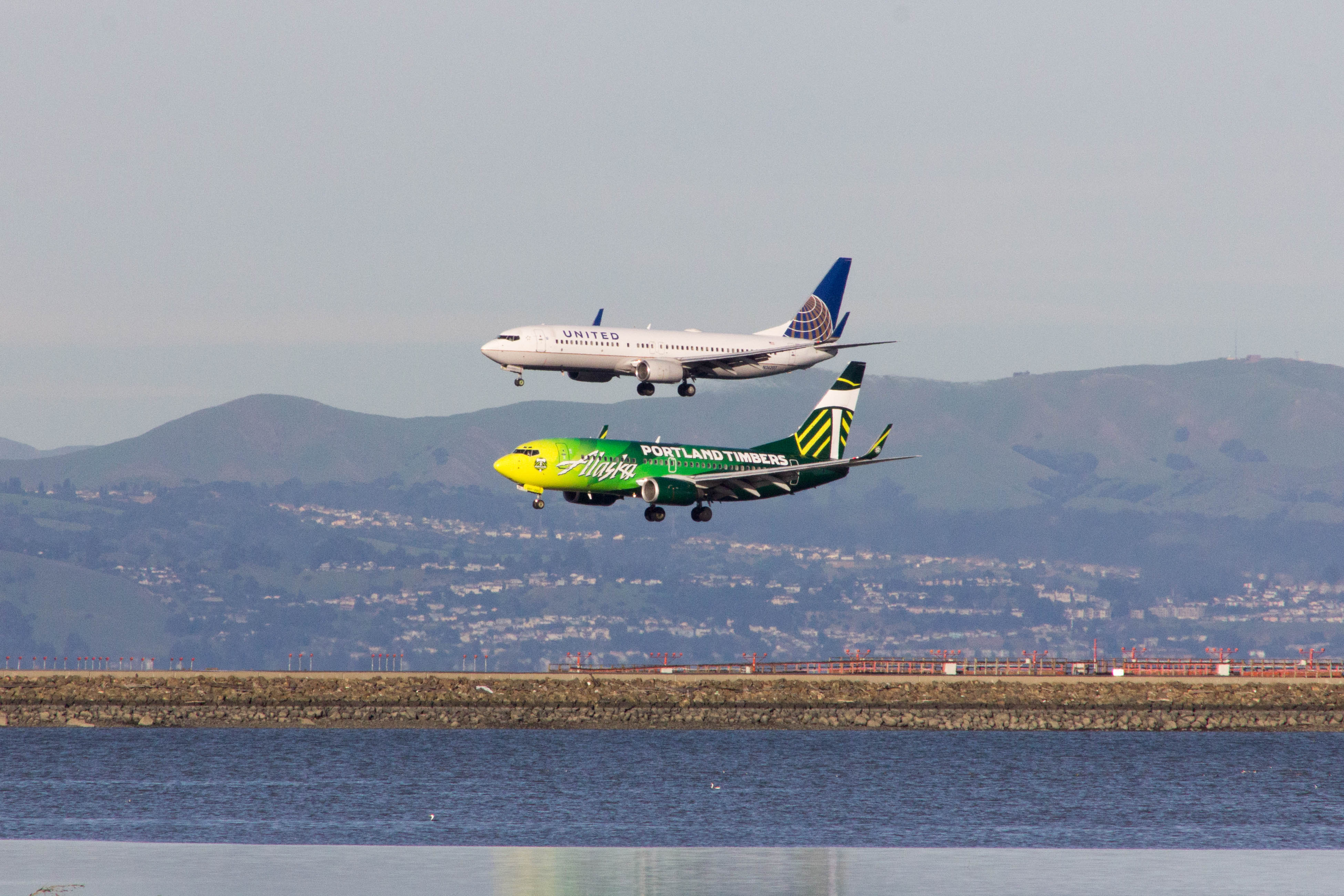
Zwei Maschinen im parallelen Landeanflug

Der San Francisco International Airport wird von insgesamt 47 Fluggesellschaften angeflogen. Größte Fluggesellschaften vor Ort sind United Airlines mit einem Marktanteil von 45,1 Prozent und Alaska Airlines mit einem Marktanteil von 13,6 Prozent. Beide Fluggesellschaften nutzen den Flughafen als Drehkreuz. Daneben haben auch Delta Air Lines mit 8,0 Prozent, American Airlines mit 6,3 Prozent und Southwest Airlines mit 5,0 Prozent größere Marktanteile am Fluggastaufkommen. Bis zur Übernahme durch Alaska Air Lines diente der San Francisco International Airport der Fluggesellschaft Virgin America als Heimatflughafen.
San Francisco ist eines der wichtigsten nationalen und internationalen Ziele an der Westküste der USA und wird mit zahlreichen Metropolen verbunden. Im Februar 2023 wurden 83 Ziele im Inland und 51 internationale Ziele angeflogen. Aus dem deutschsprachigen Raum wird San Francisco aus Frankfurt und München sowie aus Zürich angeflogen.

## Verkehrszahlen
| Jahr | Fluggastaufkommen | Fluggastaufkommen | Fluggastaufkommen | Luftfracht (Tonnen) | Luftpost (Tonnen) | Flugbewegungen (mit Militär) |
| Jahr | National          | International     | Gesamt            | Luftfracht (Tonnen) | Luftpost (Tonnen) | Flugbewegungen (mit Militär) |
| ---- | ----------------- | ----------------- | ----------------- | ------------------- | ----------------- | ---------------------------- |
| 2022 | 32.198.388        | 9.938.087         | 42.281.641        | 462.987             | 28.205            | 355.006                      |
| 2021 | 20.989.641        | 3.335.838         | 24.343.627        | 493.385             | 35.559            | 265.597                      |
| 2020 | 13.117.729        | 3.291.896         | 16.427.801        | 397.825             | 41.532            | 231.163                      |
| 2019 | 42.108.990        | 15.240.135        | 57.488.023        | 482.378             | 64.058            | 458.496                      |
| 2018 | 43.481.605        | 14.218.828        | 57.793.313        | 500.081             | 71.274            | 470.164                      |
| 2017 | 42.389.578        | 13.425.328        | 55.832.518        | 491.162             | 70.643            | 460.343                      |
| 2016 | 40.729.913        | 12.366.312        | 53.110.671        | 420.094             | 63.136            | 450.388                      |
| 2015 | 38.805.645        | 11.243.035        | 50.067.094        | 389.934             | 69.533            | 429.815                      |
| 2014 | 36.804.461        | 10.269.701        | 47.155.100        | 349.585             | 51.030            | 431.633                      |
| 2013 | 35.135.994        | 9.743.762         | 45.011.764        | 325.782             | 38.012            | 421.400                      |
| 2012 | 34.776.416        | 9.546.145         | 44.477.209        | 337.356             | 43.434            | 424.566                      |
| 2011 | 31.796.888        | 9.013.253         | 41.045.431        | 340.766             | 41.253            | 403.564                      |
| 2010 | 30.268.176        | 8.848.588         | 39.391.234        | 384.179             | 42.545            | 387.248                      |
| 2009 | 28.903.104        | 8.321.146         | 37.453.634        | 356.266             | 51.836            | 379.751                      |
| 2008 | 28.103.031        | 8.963.784         | 37.402.541        | 429.912             | 62.238            | 387.710                      |
| 2007 | 26.354.365        | 8.962.965         | 35.790.835        | 503.899             | 59.034            | 379.500                      |
| 2006 | 24.595.770        | 8.488.758         | 33.581.412        | 529.303             | 65.554            | 359.201                      |
| 2005 | 24.747.541        | 8.054.822         | 33.395.737        | 520.386             | 70.170            | 352.871                      |
| 2004 | 24.594.752        | 7.562.076         | 32.744.186        | 489.776             | 73.099            | 353.231                      |
| 2003 | 22.091.234        | 6.695.151         | 29.313.271        | 486.670             | 90.394            | 334.468                      |
| 2002 | 23.463.770        | 7.277.890         | 31.450.168        | 506.083             | 89.874            | 351.453                      |
| 2001 | 26.414.419        | 7.540.801         | 34.643.312        | 516.184             | 118.959           | 387.594                      |
| 2000 | 32.236.666        | 8.051.166         | 41.048.996        | 695.259             | 176.994           | 429.222                      |
| 1999 | 32.306.264        | 7.209.544         | 40.330.618        | 655.409             | 186.805           | 438.685                      |
| 1998 | 32.628.365        | 6.698.270         | 40.101.387        | 598.580             | 173.454           | 432.046                      |

1. ↑  Das Gesamtfluggastaufkommen enthält Passagiere, die im gleichen Flugzeug gelandet und wieder abgeflogen sind und weicht daher von der Summe des nationalen und internationalen Fluggastaufkommens ab.

### Verkehrsreichste Strecken
| Verkehrsreichste nationale Strecken nach Flughäfen ab San Francisco (2022) | Verkehrsreichste nationale Strecken nach Flughäfen ab San Francisco (2022) | Verkehrsreichste nationale Strecken nach Flughäfen ab San Francisco (2022) | Verkehrsreichste nationale Strecken nach Flughäfen ab San Francisco (2022) |
| Rang                                                                       | Stadt                                                                      | Passagiere                                                                 | Fluggesellschaft                                                           |
| -------------------------------------------------------------------------- | -------------------------------------------------------------------------- | -------------------------------------------------------------------------- | -------------------------------------------------------------------------- |
| 01                                                                         | Los Angeles, Kalifornien                                                   | 1.131.580                                                                  | Alaska, American, Delta, jetBlue, Southwest, United                        |
| 02                                                                         | New York–JFK, New York                                                     | 979.170                                                                    | Alaska, American, Delta, jetBlue                                           |
| 03                                                                         | Newark, New Jersey                                                         | 845.900                                                                    | Alaska, United                                                             |
| 04                                                                         | Chicago–O’Hare, Illinois                                                   | 798.540                                                                    | Alaska, American, United                                                   |
| 05                                                                         | Denver, Colorado                                                           | 764.110                                                                    | Frontier, Southwest, United                                                |
| 06                                                                         | Seattle/Tacoma, Washington                                                 | 731.760                                                                    | Alaska, Delta, United                                                      |
| 07                                                                         | Las Vegas, Nevada                                                          | 690.040                                                                    | Alaska, Frontier, Southwest, United                                        |
| 08                                                                         | Honolulu, Hawaii                                                           | 596.980                                                                    | Alaska, Hawaiian, United                                                   |
| 09                                                                         | San Diego, Kalifornien                                                     | 586.480                                                                    | Alaska, Southwest, United                                                  |
| 10                                                                         | Boston, Massachusetts                                                      | 565.070                                                                    | Alaska, Delta, JetBlue, United                                             |

| Wichtigste nationale Strecken nach Metropolregionen (2022) | Wichtigste nationale Strecken nach Metropolregionen (2022) | Wichtigste nationale Strecken nach Metropolregionen (2022) | Wichtigste nationale Strecken nach Metropolregionen (2022) | Wichtigste nationale Strecken nach Metropolregionen (2022) |
| Rang                                                       | Region                                                     | Flughäfen                                                  | Anteil an gesamter nationaler Sitzplatzkapazität           | Wöchentliche Flüge                                         |
| ---------------------------------------------------------- | ---------------------------------------------------------- | ---------------------------------------------------------- | ---------------------------------------------------------- | ---------------------------------------------------------- |
| 01                                                         | Los Angeles                                                | BUR, LAX, LGB, ONT, SNA                                    | 12,2 %                                                     | 370                                                        |
| 02                                                         | New York                                                   | EWR, JFK                                                   | 10,8 %                                                     | 204                                                        |
| 03                                                         | Seattle                                                    | SEA                                                        | 05,2 %                                                     | 129                                                        |
| 04                                                         | Las Vegas                                                  | LAS                                                        | 05,0 %                                                     | 109                                                        |
| 05                                                         | Hawaii                                                     | HNL, KOA, LIH, OGG                                         | 07,0 %                                                     | 108                                                        |
| 06                                                         | San Diego                                                  | SAN                                                        | 03,6 %                                                     | 108                                                        |
| 07                                                         | Denver                                                     | DEN                                                        | 05,0 %                                                     | 96                                                         |
| 08                                                         | Chicago                                                    | MDW, ORD                                                   | 04,9 %                                                     | 84                                                         |
| 09                                                         | Phoenix                                                    | PHX                                                        | 03,2 %                                                     | 081                                                        |
| 10                                                         | Boston                                                     | BOS                                                        | 03,5 %                                                     | 076                                                        |

| Wichtigste internationale Strecken nach Ländern (2022) | Wichtigste internationale Strecken nach Ländern (2022) | Wichtigste internationale Strecken nach Ländern (2022) | Wichtigste internationale Strecken nach Ländern (2022) | Wichtigste internationale Strecken nach Ländern (2022) |
| Rang                                                   | Land                                                   | Flughäfen                                              | Anteil an gesamter internationaler Sitzplatzkapazität  | Wöchentliche Flüge                                     |
| ------------------------------------------------------ | ------------------------------------------------------ | ------------------------------------------------------ | ------------------------------------------------------ | ------------------------------------------------------ |
| 01                                                     | Kanada                                                 | YEG, YUL, YVR, YYC, YYJ, YYZ                           | 11,9 %                                                 | 99                                                     |
| 02                                                     | Mexiko                                                 | CUN, GDL, MEX, PVR, SJD                                | 11,7 %                                                 | 95                                                     |
| 03                                                     | Japan                                                  | HND, KIX, NRT                                          | 07,3 %                                                 | 39                                                     |
| 04                                                     | Deutschland                                            | FRA, MUC                                               | 08,5 %                                                 | 35                                                     |
| 05                                                     | Vereinigtes Königreich                                 | LHR                                                    | 08,0 %                                                 | 35                                                     |
| 06                                                     | Singapur                                               | SIN                                                    | 05,3 %                                                 | 28                                                     |
| 07                                                     | Südkorea                                               | ICN                                                    | 04,6 %                                                 | 21                                                     |
| 06                                                     | Republik China                                         | TPE                                                    | 05,8 %                                                 | 21                                                     |
| 09                                                     | Australien                                             | MEL, SYD                                               | 03,9 %                                                 | 17                                                     |
| 10                                                     | Frankreich                                             | CDG, ORY                                               | 03,9 %                                                 | 17                                                     |

## Zwischenfälle
- Am 9. Februar 1937 stürzte eine Douglas DC-3A-197 der US-amerikanischen United Airlines (Luftfahrzeugkennzeichen NC16073) 3 Kilometer nordöstlich des Zielflughafens San Francisco Municipal in die Bucht von San Francisco. Dem Ersten Offizier war sein Mikrophon aus der Hand gefallen und hatte die Steuersäule verklemmt, so dass es nicht mehr möglich war, den Sinkflug zu beenden. Alle 11 Insassen, drei Besatzungsmitglieder und 8 Passagiere, kamen ums Leben.[38]

- Am 12. September 1951 stürzte eine Boeing 377 der United Air Lines (N31230) in die Bucht von San Francisco. Auf dem Prüfungsflug war ein Triebwerk abgestellt worden; die Maschine stürzte im Landeanflug auf den Flughafen San Francisco aufgrund eines Strömungsabrisses aus 100 Metern Höhe ab. Alle drei Crewmitglieder an Bord kamen dabei ums Leben.[39][40]

- Am 29. Oktober 1953 wurde eine Douglas DC-6 der australischen British Commonwealth Pacific Airways (VH-BPE) im Anflug auf den Flughafen San Francisco in Bäume auf einem Hügel geflogen, 12 Kilometer südöstlich der Half Moon Bay. Dann überquerte sie eine schmale Schlucht und prallte etwa eine halbe Meile nach dem ersten getroffenen Baum gegen einen steil ansteigenden Hang. Durch diesen CFIT (Controlled flight into terrain) wurden alle 19 Insassen getötet, acht Besatzungsmitglieder und 11 Passagiere.[41]

- Am 30. Dezember 1955 wurde eine Martin 2-0-2 der US-amerikanischen Southwest Airways (N93061) auf dem Flughafen San Francisco bei einem Hangarbrand zerstört. Personen kamen nicht zu Schaden.[42][43]

- Am 20. Februar 1959 kam es mit einer Douglas DC-7C der US-amerikanischen Pan American World Airways (N740PA) bei einem Trainingsflug auf dem Flughafen San Francisco zu einer extrem harten Landung. Es entstand ein Feuer und das Flugzeug wurde zerstört. Alle drei Besatzungsmitglieder, die einzigen Insassen, überlebten den Unfall.[44]

- Am 3. Februar 1963 kollidierte eine Lockheed L-1049H Super Constellation der Slick Airways (N9740Z) im Anflug auf den Flughafen San Francisco 360 Meter vor der Landebahn mit der Anflugbefeuerung und stürzte neben der Landebahn ab. Ursache war das Fortsetzen des Anflugs unter die vorgeschriebene Entscheidungshöhe. Von den 8 Insassen wurden 2 Besatzungsmitglieder und 2 Passagiere getötet.[45]

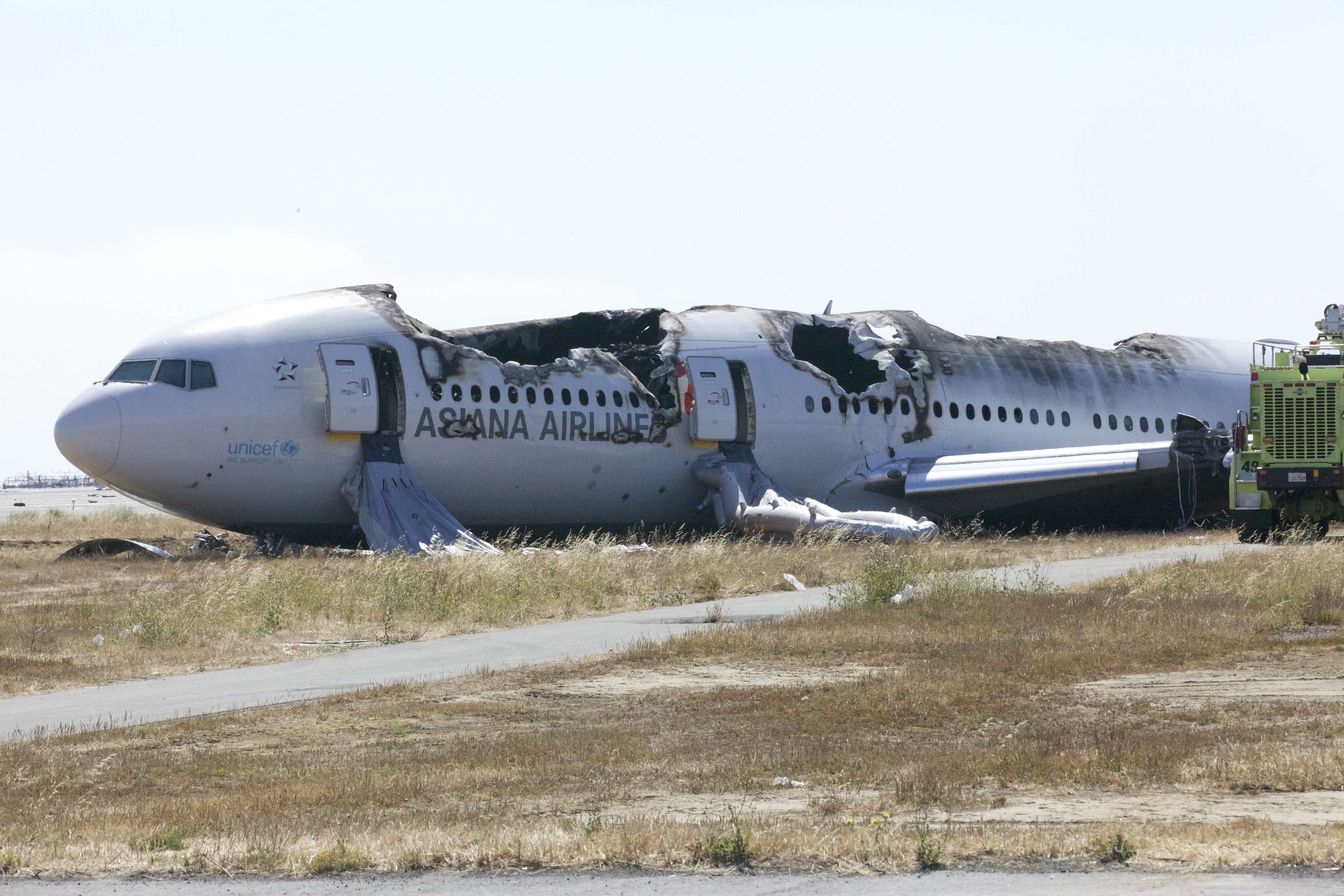
Der ausgebrannte Flugzeugrumpf von Asiana-Airlines-Flug 214

- Am 24. Dezember 1964 flogen die Piloten einer Lockheed L-1049H Super Constellation der Flying Tiger Line (N6915C) nach dem Start vom Flughafen San Francisco 7 Kilometer westlich davon in ansteigendes Gelände, statt die vorgeschriebene Linkskurve einzuleiten. Bei diesem CFIT (Controlled flight into terrain) wurden alle 3 Besatzungsmitglieder des Frachtfluges getötet.[46]

- Am 6. Juli 2013 kam es mit einer aus Seoul kommenden Boeing 777-200 der koreanischen Asiana Airlines zu einer Bruchlandung auf der Landebahn 28L. Es gab drei Tote und 181 Verletzte (siehe auch Asiana-Airlines-Flug 214).